# Косимидзу
Косимидзу (яп. 小清水町 Косимидзу-тё:) — посёлок в Японии, находящийся в уезде Сяри округа Охотск губернаторства Хоккайдо. Площадь посёлка составляет 287,04 км², население — 5263 человека (30 июня 2014), плотность населения — 18,34 чел./км².

## Географическое положение
Посёлок расположен на острове Хоккайдо в губернаторстве Хоккайдо. С ним граничат город Абасири и посёлки Бихоро, Одзора, Сяри, Киёсато, Тесикага.

## Население
Население посёлка составляет 5263 человека (30 июня 2014), а плотность — 18,34 чел./км². Изменение численности населения с 1980 по 2005 годы:
| 1980 | 7836 чел. |  |
| 1985 | 7347 чел. |  |
| 1990 | 6758 чел. |  |
| 1995 | 6422 чел. |  |
| 2000 | 6126 чел. |  |
| 2005 | 5753 чел. |  |

## Символика
Деревом посёлка считается Quercus crispula, цветком — Lilium pensylvanicum, птицей — лебедь-кликун.